# Stairway-Gletscher (Kanada)
Der Stairway-Gletscher (stairway engl. für „Treppe“) ist ein rechter Tributärgletscher des Kaskawulsh-Gletschers im Kluane-Nationalpark in Kanada.
Der Stairway-Gletscher ist Teil des Kluane Icefield, das sich vom nordöstlichen Abhang der Eliaskette bis in tiefere Lagen des Yukon-Territoriums erstreckt. Das Nährgebiet des Stairway-Gletschers liegt auf 3000 m Höhe 6 km nordwestlich des Pinnacle Peak. Von dort strömt der 1,4 km breite Talgletscher in nördlicher Richtung und trifft nach 27 km auf den Kaskawulsh-Gletscher. Der Gletscher wird im Osten vom Atrypa Peak, im Westen vom Stairway Peak flankiert.